# WWE Network
 (mars 2014).
WWE Network est un service de vidéo en streaming sur abonnement, créé et géré par la WWE. Le projet a initialement été annoncé en 2011. Le 8 janvier 2014, la WWE a annoncé le lancement du service pour le 24 février 2014 aux États-Unis, ainsi qu'au Royaume-Uni, Canada, en Australie, Nouvelle-Zélande, à Hong Kong, Singapour, et en France le 12 août 2014.
Ce nouveau service veut proposer les différents spectacles disponibles en paiement à la séance, comme WrestleMania, ainsi qu'une grande partie de la vidéothèque de l'entreprise pour 9,99 $ par mois, avec obligation de s'engager pour six mois. Une formule au mois est aussi proposée à partir d'août 2014 pour 12,99 $.
Le lancement de ce nouveau produit a provoqué une controverse car la WWE a décidé de proposer l'édition 1999 de Over the Edge, spectacle qui a été endeuillé par la mort accidentelle d'Owen Hart et qui n'a jamais été vendu en VHS ou en DVD.
Au 30 octobre 2014, le nombre d'abonnés est de 731 000. Pour augmenter le nombre d'abonnés et atteindre le million attendu avant la fin de l'année, la WWE annule l'obligation de s'engager avec le service pendant six mois.

## Canada
Au Canada, il s'agit d'une chaîne de télévision payante qui diffuse tous les événements et émissions hebdomadaires en direct, des documentaires ainsi que des émissions de la voûte. Elle a été autorisée par le CRTC le 26 novembre 2014 en tant que service non-canadien et est disponible moyennant des frais mensuels. Certaines émissions sont diffusées notamment sur Sportsnet 360.

## S'inscrire sur la plateforme en France
Pour profiter du WWE Network, l'inscription à la plateforme est nécessaire. L'inscription est gratuite. Jusqu'en juin 2020, vous pouviez profiter d'une gratuité d'un mois. Avec la pandémie de Covid-19, la WWE a arrêté cette offre et propose désormais un compte gratuit avec des accès limités.
Pour profiter pleinement, de tous les programmes, vous devez payer un abonnement mensuel de 9,99 $. Pour vous aider à comprendre en détail, le fonctionnement commercial de la plateforme, il existe une version française (https://www.wwe-network.fr/), non officielle. La page officielle n'est disponible qu'en anglais.
Lorsque vous disposez d'un abonnement au WWE Network, vous pouvez à tout moment le stopper. Pour cela, depuis votre compte membre, cliquez sur "Annuler". Vous pourrez continuer d'utiliser votre compte, en version payante, jusqu'à la date du renouvellement mensuel.

## Liste des programmes

### Catégorie PPV
- WWE : Tous les PPV depuis le premier WrestleMania du 31 mars 1985.
- WCW : Tous les PPV de Starrcade, le 24 novembre 1983 à Greed (2001), le 18 mars 2001.
- ECW : Tous les PPV de Hardcore Heaven, le 13 août 1994 à December to Dismember, le 3 décembre 2006.

### Catégorie In-ring
- Raw : Tous les Monday Night Raw depuis celui du 11 janvier 1993.
- Raw préshow : Tous les Raw préshow de celui du 24 février 2014 à celui du 28 novembre 2016.
- Raw Backstage Pass : Tous les Raw Backstage Pass du 24 février 2014 au 8 février 2016.
- SmackDown! : Tous les Thursday/Friday Night SmackDown! depuis celui du 26 août 1999.
- SmackDown! préshow : Tous les SmackDown! préshow du 19 juillet 2016 au 29 novembre 2016.
- Talking Smack : Tous les Talking Smack depuis celui du 2 août 2016.
- 205 Live : Tous les 205 Live depuis celui du 29 novembre 2016.
- NXT : Tous les NXT depuis celui du 20 juin 2012 (épisodes rajoutés au fur et à mesure).
- Cruiserweight Classic : Tous les matchs du Cruiserweight Classic.
- Superstars : Tous les Superstars du 13 février 2014 au 25 novembre 2016.
- Main-Event : Tous les Main Events depuis celui du 5 février 2014.
- State of the WWE Universe : le 14 novembre 2016, réunion des quatre General Manager avant les Survivor Series (2016).
- This Week in WWE : Émission récapitulant ce qu'il s'est passé à Raw et à SmackDown. Tous présent depuis celui du 1er mars 2014.
- WWE Network exclusives : Ce sont les Live Event de la WWE comme King Of The Ring, WWE Live from Tokyo: The Beast in the East ou le UK Championship Tournament.

### Catégorie Originals
- Bring It to the Table : Émission qui parle des sujets importants de la WWE. Quatre émissions, celle du 2 janvier, 13 mars, 30 mars et du 8 mai 2017.
- Camp WWE : Série animée humoristique mettant en scène des catcheurs de la WWE ainsi que des WWE Alumnis et des enfants dans un camp d'été. Dernier épisode le 26 mai 2016.
- Culture Shock with Corey Graves : Emission avec Corey Graves qui parle de la pop culture. Treize épisodes disponibles. Dernier épisode le 28 octobre 2015.
- Edge & Christian Show : Emission humoristique avec Edge et Christian. Douze épisodes disponibles. Dernier épisode le 16 mars 2016.
- First Look : Extraits des DVD de la WWE. Par exemple extraits du DVD de Randy Orton, Scott Hall, plus grands matchs de NXT… Dernier épisode le 30 mars 2017.
- Holy Foley : Emission de télé-réalité où l'on suit Mick Foley et sa famille. Dix épisodes disponibles. Dernier épisode le 29 janvier 2017.
- Jerry Springer Too Hot for TV : Retour sur les moments controversés de la WWE comme la Sex Celebration d'Edge et Lita. Dernier épisode le 9 juillet 2015.
- Legends with JBL : JBL interviewe des légendes (Jimmy Hart, Stan Hansen, Bruno Sammartino). Dernier épisode le 14 février 2017.
- Legends House : Émission ssion de télé-réalité avec des légendes. Dernier épisode le 19 juin 2014.
- Monday Night War : Émission documentaire sur la guerre télévisuelle opposant Raw à Nitro. Dernier épisode le 13 janvier 2015.
- Original Specials : Un peu de tout, on a Corey Graves qui interviewe Kurt Angle, un documentaire sur Finn Bálor ou Chris Jericho qui interviewe John Cena.
- Slam City : Série où des figurines représentant des catcheurs se battent. Dernier épisode le 8 novembre 2014.
- Stone Cold Podcast : Podcast de Stone Cold Steve Austin où il invite par exemple Big Show, Dean Ambrose, A.J. Styles. Dernier épisode le 8 août 2016.
- Superstars INK : Corey Graves parle des tatouages de ses invités. Dernier épisode le 29 aout 2016.
- WWE Swerved : Émission humoristique de caméras cachées piégeant les catcheurs/catcheuses. Dernier épisode le 6 juin 2016.
- Table for 3 : Emission où trois catcheurs discutent de catch, de leurs carrières, un peu de tout. 5 saisons.
- WWE List : Émission sous forme de classement de choses en rapport avec le catch (transformations de catcheurs, les plus grands catcheurs…). Dernière émission le 24 novembre 2015.
- Total Bellas : Emission de télé-réalité où l'on suit The Bella Twins. Saison 1 disponible.
- Total Divas : Emission de télé-réalité où l'on suit certaines catcheuses de la WWE hors du ring. Cinq saisons disponibles.
- Tough Enough : Emission mettant en scène de jeunes talents qui veulent percer à la WWE. Six saisons disponibles.
- WWE Ruthless Aggression : Emission documentaire sur la Ruthless Aggression Era (2002-2008) qui a emmené à l'évolution de très grandes stars telles que John Cena, Randy Orton, Batista, Brock Lesnar et Shelton Benjamin, où d'autres évènements tels que la WWE après la Monday Night War et la période de l'Invasion par l'Alliance, la WWF qui se change de nom d'où la naissance de la WWE, ainsi que la naissance de la Brand Extension et la guerre entre SmackDown vs. Raw. Saison 1 est disponible. Le premier épisode le 16 février 2020, le dernier épisode le 9 mars 2020. Saison 2 n'est pas encore disponible.
- Undertaker: 25 Phenomenal Years : Retour sur la carrière de The Undertaker.
- WWE 24 : Emission de reportage sur différents thèmes parmi lesquels se trouve un reportage sur Finn Bàlor, un sur la Women's Revolution ou encore un sur Seth Rollins. Dernière émission le 15 mai 2017.
- WWE Beyond The Ring : Emission de documentaires sur des catcheurs ou périodes de la WWE. Dernier épisode le 21 novembre 2016.
- WWE Breaking Ground : Émission suivant le quotidien des superstars de NXT. Dernier épisode le 8 juin 2016.
- WWE Countdown :d) Emission où chaque épisode fait un top 10 (des GM, des high-flyers, des plus grandes rivalités…). Dernier épisode le 17 mars 2015.
- WWE Hall of Fame :d) Les cérémonies du Hall of Fame de 1994 à 2017.
- WWE Ride Along :d) Émission où l'on suit les Superstars sur la route des Live Event. 4 saisons.
- WWE Rivalries :d) Émission ssison de documentaire sur les plus grandes rivalités. Dernier épisode le 27 octobre 2015.
- WWE Story Time :d) Émission animée sur les meilleures histoires qui sont arrivés à certains catcheurs. Dernière émission le 19 décembre 2016.
- WWE Unfiltred with Renee Young :d) Emission où Renee Young interviewe des catcheurs ou des personnalités. Dernier épisode le 7 décembre 2016 avec John Cena.
- WWE Wrestlemania Rewind :d) Retour sur les plus grands moments des WrestleMania. Dernier épisode le 12 août 2014.

### Émissions à venir
- Mae Young Classic